# Amphetamine
Amphetamine (Chino: 安非他命; Jyutping: on1 fei1 taa1 ming6) es una película de Hong Kong de 2010 protagonizada por Byron Pang y Thomas Price. Gira en torno a la historia de un entrenador físico de etnia china, Kafka, que conoce a Daniel, un ejecutivo de negocios. La película está dirigida por el aclamado cineasta chino de Hong Kong Scud, cuyo nombre en los créditos de producción es Danny Cheng Wan-Cheung. Fue nominada a un premio Teddy en el Festival Internacional de Cine de Berlín de 2010. Explora varios temas tradicionalmente considerados "tabú" en la sociedad de Hong Kong de una manera inusualmente abierta y que desafía las convenciones, y presenta desnudez masculina frontal en varias escenas. Es la tercera de siete películas de Scud estrenadas públicamente. Las otras seis películas son: City Without Baseball en 2008, Permanent Residence en 2009, Love Actually... Sucks! en 2011, Voyage en 2013, Utopians en 2015 y Thirty Years of Adonis en 2017. La octava película, Apostles, se realizó en 2022, al igual que la novena, Bodyshop, pero ninguna de las dos se ha estrenado aún. La décima y última película, Naked Nations: Hong Kong Tribe, se encuentra actualmente en producción.

## Argumento
Ambientada después del colapso financiero de 2008, la historia sigue a Kafka, un instructor de natación, cuando conoce a Daniel, un rico banquero de inversiones que cambia su vida. Daniel es abiertamente gay y Kafka es heterosexual. Se enamoran, a pesar de sus diferentes sexualidades y de la fuerte fe católica de Kafka, que entra en conflicto con esta relación.
Su relación se complica aún más por el comportamiento errático de Kafka y su adicción a las anfetaminas. Otro obstáculo en su relación es la renuencia de Kafka a consumar su relación, lo que puede atribuirse a que un grupo de hombres lo violó violentamente en grupo y luego lo sodomizó con un palo de madera y lo dieron por muerto. Kafka fue atacado por rescatar a una mujer que era el objetivo original de la pandilla. Afortunadamente, ella se fue y consiguió ayuda para que él sobreviviera físicamente a la traumática experiencia.
Inevitablemente, Kafka es arrestado por posesión con intención de distribuir, a pesar de que sólo fue capturado con 0,03 gramos de hielo. Daniel también fue detenido con Kafka, pero fue puesto en libertad después de que se enteraron de su doble ciudadanía australiana. Contrata un abogado para Kafka y, tras un tiempo no especificado, es liberado. Al ser liberado, se le informa de la muerte de su madre, cuyo funeral ya se ha celebrado. Visita a su hermano narcotraficante y Kafka recae y hace hielo con él. Él cae en picada y viola a la exnovia y mejor amiga de Daniel, Linda, mientras él estaba extremadamente drogado. Luego se encierra en el baño e inunda el departamento de Daniel. Linda dice que perdona a Kafka y le ruega a Daniel que también lo perdone. Mientras consola a Linda, Daniel y ella terminan teniendo sexo en el suelo de la sala y Kafka los ve.
A la mañana siguiente, Daniel pide consumir anfetaminas con Kafka, quien sostiene que, a pesar de todos sus defectos, todavía ama a Daniel. Daniel afirma su relación pidiéndole a Kafka que regrese con él a Australia, donde podrán casarse, pero Kafka pide más tiempo.
En la fiesta de despedida de Daniel, Kafka es desnudado y pintado con pintura corporal plateada con caligrafía. También le dieron un par de alas de ángel blancas para que las usara (una imagen que se ve al comienzo de la película). A la mañana siguiente, Kafka se droga y salta desde la azotea del apartamento, creyendo que es un ángel caído. Aunque Kafka sobrevive, está inconsciente y hospitalizado.
Cuando se despierta y no ve a Daniel, Kafka se escapa del hospital y lo busca en el puente donde hicieron puenting en su primera cita. Angustiado y alucinando por la desintoxicación, salta del puente al agua helada y muere. Sus pensamientos finales son los de él y Daniel nadando juntos en los brazos del otro.

## Reparto
- Byron Pang como Kafka
- Thomas Price como Daniel
- Linda So como May
- Winnie Leung como Linda

## VCD, DVD y Blu-ray
Una versión sin cortes de esta película de ArtWalker se lanzó internacionalmente en Panorama (HK) VCD, DVD y Blu-ray Disc el 24 de septiembre de 2010.

## Controversia
La película con clasificación de nivel III generó controversia en Hong Kong cuando la Autoridad de Licencias de Televisión y Entretenimiento pidió que se cortaran varias tomas de sexo anal antes de su proyección pública. Como se había permitido proyectar toda la película como película de clausura del 34.º Festival Internacional de Cine de Hong Kong, Scud protestó contra la decisión de la autoridad y se quejó ante el director ejecutivo Donald Tsang. Las tomas en cuestión finalmente fueron censuradas, pero manteniendo el sonido en la proyección pública como protesta de Scud.